# Bruno Altmayer
Bruno Altmayer, né le 20 novembre 1959 à Bouzonville, est un peintre réaliste-visionnaire et un vitrailliste français.

## Biographie
Bruno Altmayer passe son enfance à Vaudreching, un petit village de Moselle où sa conscience s'éveille très tôt à la beauté de la nature et à la nécessité de préserver l'environnement et la biodiversité ; ses parents tiennent un café-tabac et une station-service Ozo, puis Total, ce qui confrontera directement le jeune homme aux aspects économiques et géopolitiques des premier et deuxième chocs pétroliers.
Il effectue ses études secondaires au lycée Henri-Poincaré de Nancy de 1976 à 1979, avec obtention d'un baccalauréat A7bis (littérature, spécialisation arts plastiques et histoire de l'art). Il est ensuite étudiant à l'École supérieure des arts décoratifs de Strasbourg, où il obtient en 1983, sous la direction de Camille Claus, un diplôme de peinture avec félicitations du jury et Prix de la ville. Il effectue une dernière année avec Sarkis Zabunyan comme directeur d'études.
De 1984 à 1986, il travaille à Saint-Avold comme vitrailliste, en créant la société ArtVitAl en succession du maître verrier Arthur Schouler (1927-1984), puis collabore avec les établissements Jean Salmon de Woippy pour la création de vitraux dans des édifices publics et religieux du Grand Est,, et pour des commandes de particuliers en France, Allemagne et Luxembourg.
En 2011, après s'être établi successivement à Strasbourg, Saint-Julien-lès-Metz, Marly et Saint-Nabord, il installe son atelier de peinture au centre-ville de Saint-Avold, où il enseigne et expose à plusieurs reprises. Il quitte la cité naborienne en 2019 pour La Gacilly, village d'artistes et d'artisans d'art dans le Morbihan, y créant son atelier-galerie « La maison de Gaïa ». En 2022, il revient en Moselle pour s'installer définitivement à Vaudreching, le village de son enfance, afin d'y construire son nouvel atelier.
En 2015, à l'occasion du millénaire de la cathédrale de Strasbourg, il est le seul Lorrain parmi les vingt-quatre artistes choisis par l'archevêché pour illustrer les sept demandes du Notre Père.
Bruno Altmayer est inscrit à La Maison des artistes depuis 1989. Il est sociétaire des Artistes lorrains depuis 2012 et a fait partie pendant dix-sept ans des Artistes indépendants d'Alsace. Depuis 2024, il est membre du Cercle des artistes européens. Il est inscrit à l'I-Cac, organisme indépendant de référencement et de cotation des artistes peintres professionnels en activité.

## Inspiration, style et techniques
Influencé depuis son adolescence par le symbolisme, le surréalisme, le romantisme et le préraphaélisme, Altmayer se définit comme peintre réaliste-visionnaire et "peintre témoin", pour se différencier des peintres réalistes descriptifs.
Ses sources d'inspiration sont notamment l'écologie, les civilisations des peuples autochtones (Amérindiens, Aborigènes d'Australie, etc.), le chamanisme, l'Apocalypse dans le sens étymologique de révélation et dévoilement de la conscience, la collapsologie, le bouddhisme, le Tibet, l'Inde…
Des œuvres littéraires ont eu une influence fondatrice sur sa théorie de la vision globale ou du « deuxième regard », comme L'Apocalypse de Jean (1908) de Rudolf Steiner, Narcisse et Goldmund de Hermann Hesse, ou certains livres de Marlo Morgan, Jiddu Krishnamurti, Jean-Émile Charron et  Teresa Carolyn McLuhan.
Altmayer pratique le dessin au crayon Wolff à ses débuts, la gouache, le pastel sec, sur différents supports, mais principalement l'huile sur toile, en employant la technique alla prima. Il fabrique lui-même les encadrements, conçus en fonction de la thématique du tableau.
Il a réalisé en 2015 deux peintures murales d'anges musiciens dans l'église d'Alsting et en 2016 le carton de la grande tapisserie « Transcendance » de la chapelle des Prêtres du Sacré-Cœur de Metz. Il a également réalisé des fresques murales décoratives d'intérieur pour des particuliers.

## Galerie

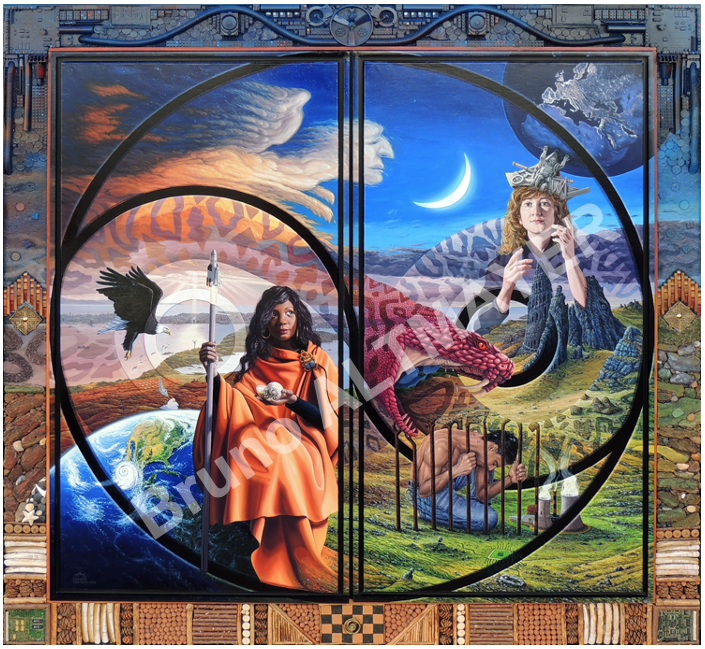
Gaïa Terre Mère, 2017
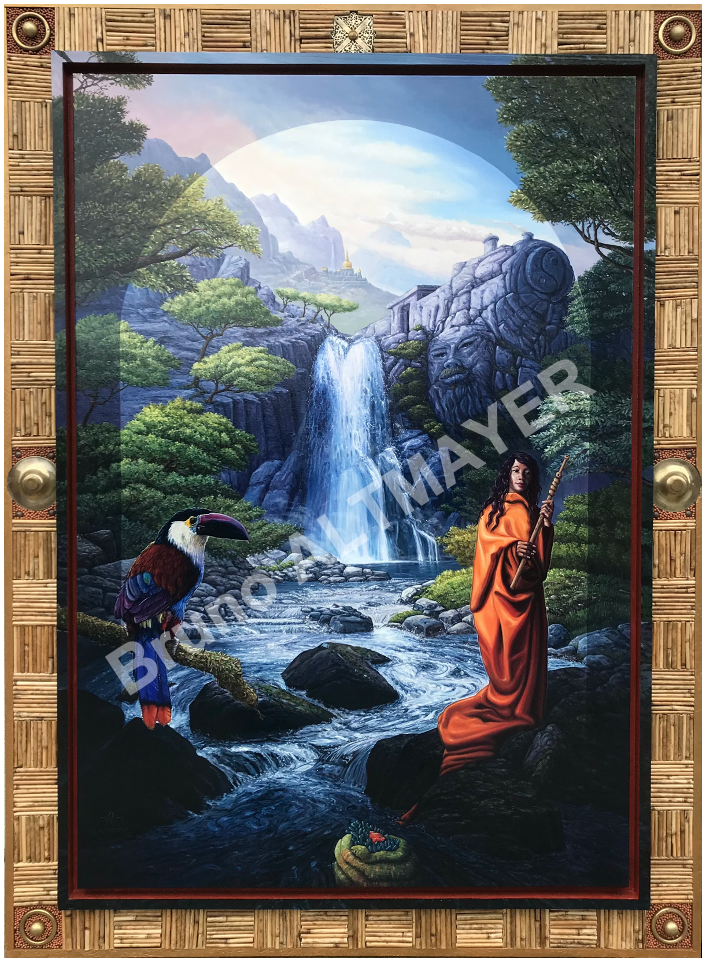
La Gardienne du bon chemin, 2024
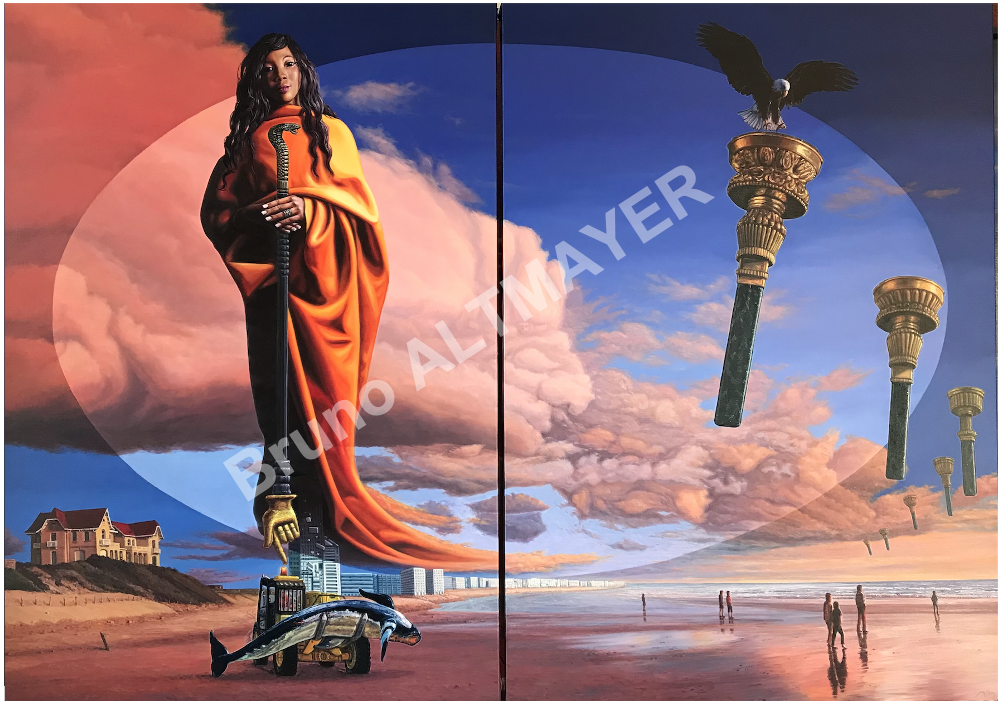
C'est assez menacé, 2025

## Expositions
(liste non exhaustive)
- Salon d'Automne, Grand Palais, 1987, Champs-Élysées, 2013
- Institut européen d'écologie de Metz, 1988 et 1991
- « Faerie », biennale des arts de l'imaginaire, Arlon, 2005 et 2011
- Festival « Chimeria » des arts et des sciences fantastiques de Sedan, 2007, 2012, 2014, 2016 et 2018
- Biennale internationale de peinture « Plastica Naboria », Saint-Avold, 2010
- « Réalistes et visionnaires contemporains », Château Madame de Graffigny à Villers-lès-Nancy, 2012
- Salon Comparaisons d'Art Capital, Grand Palais, 2013, 2014, 2015, 2017, 2018, 2019, 2023, 2024
- Symposium artistique international, Sarrebruck, 2014
- Salon des artistes lorrains, site Alstom, Nancy, 2014 et 2023
- « Fantastic Art Show » du 10e anniversaire de l'International Fantastic Art Association, galerie d'art du Tokyo Kotsu Kaikan, Chiyoda, 2016
- Galerie Callas, Brême, 2016
- Visionary Montreux Art Fair, Montreux, 2017
- « Real – surreal – irreal - ? », Bad Säckingen, 2017
- Expositions itinérantes internationales « Magical Dreams » en Pologne, Allemagne et Autriche, 2017 à 2019 et 2021 à 2023
- Biennale de l'imaginaire du Cercle Saint Léonard, Saint-Léonard-de-Noblat, 2018 et 2023
- Salon des Beaux-arts Lorraine, Thionville et Metz, 2022
- Salon des Beaux-arts Luxembourg, Mondorf-les-Bains, 2023
- Festival d'art international « L'art se rêve et s'imagine », Salouël, 2023
- 37e Salon international de peinture et de sculpture, invité « Grandes signatures peinture », Vittel, 2023
- Musée Gautron du Coudray à Marzy, 2024

Altmayer a longtemps participé aux expositions du groupe PAIR (Pro Arte Imaginis Realismus am Oberrhein puis Pro Arte Imaginis Réalistes et visionnaires contemporains, 1991-2023), dont il a été président de 2014 à 2019, constitué principalement d'artistes peintres et sculpteurs originaires du Bade-Wurtemberg, de Rhénanie-Palatinat et d'Alsace. Plusieurs expositions ont eu lieu à Karlsruhe, Rheinhausen, Hochstadt, Baden-Baden, Luxembourg, Sarreguemines et Le Puy-en-Velay.
Il a été invité d'honneur au Salon des artistes lorrains à Nancy en 2014, au salon d'art contemporain « Wiss'Art » à Wissembourg en 2016, à la biennale d'arts plastiques de l'association Art'Monty au Château de Courcelles à Montigny-lès-Metz et au salon Safadore du Mont-Dore en 2019, au Salon d'automne de La Baule en 2021 et au 4e salon du Cercle des arts plastiques des Monédières à Chamberet en 2023. Il a été le parrain de la 18e biennale de peinture de Forbach.
Il a été co-curateur de 2016 à 2021 du salon d'art fantastique du Mont-Dore Safadore, créé par Roger Michel Erasmy (décédé en 2015) et organisé par l'association « Les Héritiers de Dali », ainsi qu'initiateur et curateur de l'exposition « Le cheval dans tous ses états » à La Gacilly en 2021. Après avoir fait partie du groupe « Maxiréalisme » de Dan Jacobson, il est chef du groupe « Réalisme de l'Imaginaire » du Salon Comparaisons,.

## Autres activités

### Enseignement
De 1987 à 1989, Altmayer enseigne les arts plastiques en collège et lycée à Forbach. Depuis, parallèlement à ses travaux de peintre et de vitrailliste, il a continué à donner des cours de dessin et de peinture en milieu associatif et universités populaires, ainsi que dans son atelier et en stages d'été. Diplômé de l'école de sophrologie caycédienne de Mulhouse, il anime aussi des ateliers de relaxation créative.

### Vie associative
Altmayer a été membre fondateur de l'association humanitaire lyonnaise Ensemble, agissons pour soutenir et accompagner un programme d'éducation, de santé, de développement rural et de protection de l'environnement dans plusieurs villages isolés et pauvres du nord du Karnāṭaka en Inde.
En mai 2016, il est membre fondateur et vice-président de l'association de droit local DEnosMAINs de Saint-Avold, constituée à la suite du grand succès de la projection du film Demain auprès du public naborien. Son but est d'expérimenter des modes de fonctionnement alternatifs, collaboratifs et coopératifs visant le partage des connaissances et des savoir-faire, de promouvoir l'économie sociale et solidaire, le social, le culturel, l'économique et l'environnemental, et plus particulièrement les soutiens aux acteurs du développement durable, dont l'agriculture biologique locale.

### Conférences
Sur les sujets qui lui tiennent à cœur en tant qu'artiste engagé, écologiste et humaniste, notamment l'art contemporain financiarisé, art et écologie, l'éveil de la conscience et l'avenir de nos enfants, Bruno Altmayer a exposé et développé ses points de vue au cours de trois cycles de conférences en France.
La financiarisation de l'art contemporain et ses dérives a été le premier sujet, en 2015, avec « L'Art Contemporain (AC), vitrine de la finance, ou pilier d'une nouvelle religion ? », à Marly, Saint-Avold, Nancy, Strasbourg, Creutzwald.
Présentée à partir de 2018 à Saint-Avold, Dieuze, Augny, Rochefort-en-Terre, La Gacilly, Falck, Salouël et Chamberet, la conférence « Collapsologie, ou Gaïa, notre Terre Mère et l'avenir de nos enfants… » envisage la probabilité d'un effondrement de notre système thermo-industriel,.
En 2022, la conférence « La beauté sauvera le monde » (Saint-Avold, Salouël, Chamberet, Falck, Abbaye des Prémontrés de Pont-à-Mousson) veut donner l'espoir que l'amour, la beauté et l'empathie pourront préserver les générations futures de l'effondrement annoncé par les scientifiques collapsologues.
Sa nouvelle conférence, « 50 ans de peinture », retrace son parcours artistique depuis sa première peinture à l'huile à l'âge de 14 ans, lorsqu'il a décidé de devenir peintre et rien d'autre, et donne des clés au spectateur pour l'interprétation de ses compositions. Depuis octobre 2024, il anime aussi des cafés-philo dans son atelier de Vaudreching.
À la télévision, il a été l'invité de l'émission hebdomadaire De vous à moi… de Marylène Bergmann diffusée sur Mirabelle TV le 22 février 2014.

### Publications
- Bruno Altmayer, Le deuxième regard, Paris, Lelivredart, 2010, 48 p. (ISBN 978-2-35532-078-1)
- Collectif, La bible de la figuration contemporaine, Paris, Lelivredart, 2012, 184 p. (ISBN 978-2-35532-103-0)
- Bruno Altmayer, « Gaïa, terre mère », Chromatic Mag,‎ juin-juillet 2018, p. 54-55
- Bruno Altmayer, « Effondrement », Silence, no 471,‎ octobre 2018, p. 41

## Revue de presse
- « Extraits de presse », sur passions-art.com (consulté le 26 octobre 2024)
- Marie-Hélène Fanton d'Andon, « Peinture engagée : Bruno Altmayer, peintre symboliste et visionnaire », La Plume culturelle, no 2,‎ 2011-2012, p. 51-53
- Arnaud Stoerkler, « Bruno Altmayer, à contre-courant », sur lasemaine.fr, La Semaine, 5 mars 2019 (consulté le 26 octobre 2024)
- Jean-Louis Avril, « Bruno Altmayer : De l'art à la pensée écologique », Univers des arts, no 211,‎ 2023, p. 14-15
- (fr + en) Delphine Jonckheere, « Bruno Altmayer, réalisme et écologie au service de l'imaginaire », Art Mag, le magazine de l'art contemporain, Amiens, no 14,‎ mai-juin 2023, p. 20-21

## Le groupeArt'PAIR International
Bruno Altmayer est président d'Art'PAIR International, une association d'une trentaine de peintres, sculpteurs et sculptrices originaires de France, Allemagne, Pologne, Belgique, Angleterre, Japon, Suisse et Tchéquie et réunis à son initiative ; parmi ses membres, on peut citer Dan Jacobson, Andrzej Malinowski, Ulrich Julius Sekinger (de), Jarosław Jaśnikowski (pl), Marcin Kołpanowicz (pl), Ludwig Angerer Der Ältere, Jean-Noël Riou, Michel Barthélemy, Monica Fagan, Pavlina Boroshova, Victoria Francesco, Thierry Van Quickenborne, le dessinateur Benjamin Claudel, le sculpteur messin Dany Mellinger, les sculptrices Liliane Caumont et Kasia Bulka Matlacz…
Les œuvres de ces artistes sont issues de l'art de l'imaginaire, incluant l'art visionnaire, le fantastique, le symbolisme, l'art naïf, le steampunk, l'hyperréalisme, le maxiréalisme, le surréalisme, le réalisme magique, l'art psychédélique ou encore le trompe-l'œil.
Depuis sa constitution en 2019, le groupe a été présent dans plusieurs expositions en France, Pologne (Legnica, 2023) et Allemagne (Wolnzach, 2024).

## Prix
(liste non exhaustive)
- Prix de la ville de Strasbourg aux Arts décoratifs, 1983
- Médaille d'or de la ville de Vittel, 1989
- Premier prix de peinture de la ville de Neufchâteau, 2009
- Médaille de vermeil d'Arts-Sciences-Lettres, 2010
- Prix Senghor des Arts, décerné par le Cénacle européen francophone de poésie, des arts et lettres, 2015
- Premier prix (trophée "Apocalypse Dore")[32],[33] et prix du public[34] au salon international Safadore 2018, Mont-Dore, pour la toile Gaïa, terre mère
- Prix de la revue Univers des arts au 34e festival international Art et Patrimoine de Luxeuil-les-Bains en 2022